# Malé televizní sázení
Malé televizní sázení (krátce Mates) byla česká loterie, která fungovala v letech 1967–1994. S touto hazardní hrou přišlo ministerstvo kultury, které tímto způsobem chtělo získat finance na obnovu kulturních památek. Šlo o číselnou loterii, kde se jednou měsíčně losovalo pět čísel ze 49, později 35 čísel. Losovalo se z osudí, které se roztáčelo klikou, vytahovaly se kulaté hlavičky, jejichž číslo se ukázalo po vytažení uší. Od roku 1971 byla součástí pořadu Československé televize trojice krátkých komedií, které do televize zasílali sami diváci, Bakaláři.